# Seznam indijskih tenisačev
Seznam indijskih tenisačev.

## A
- Vijay Amritraj

## B
- Yuki Bhambri
- Mahesh Bhupathi
- Rohan Bopanna

## D
- Somdev Devvarman

## G
- Prajnesh Gunneswaran

## K
- Ramanathan Krishnan
- Ramesh Krishnan

## M
- Sania Mirza
- Sasi Kumar Mukund
- Saketh Myneni

## N
- Sumit Nagal

## P
- Leander Paes

## R
- Ankita Raina
- Purav Raja
- Ramkumar Ramanathan
- Karan Rastogi

## S
- Divij Sharan